# Maison Schossberger
La Maison Schossberger (en hongrois : Schossberger-ház) est un édifice situé dans le 5e arrondissement de Budapest.